# ستيوارت سميث (لاعب هوكي الجليد)
ستيوارت سميث هو لاعب هوكي الجليد كندي، ولد في 17 مارس 1960 في تورونتو في كندا.

## وصلات خارجية
- ستيوارت سميث على موقع دوري الهوكي الوطني (الإنجليزية)
- ستيوارت سميث على موقع قاعة مشاهير الهوكي (لاعب أن.إتش.أل) (الإنجليزية)
- ستيوارت سميث على موقع EliteProspects.com (الإنجليزية)
- ستيوارت سميث على موقع HockeyDB.com (الإنجليزية)
- ستيوارت سميث على موقع Hockey-Reference.com (الإنجليزية)